# Barcoding moléculaire

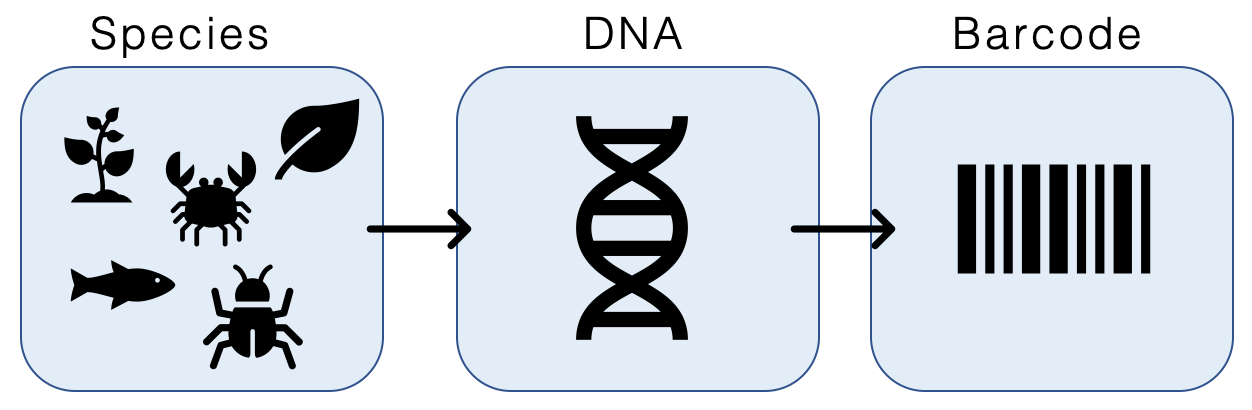
Principes du barre-codage de l'ADN

Le barcoding moléculaire, ou codage à barres de l'ADN, est une technique de catalogage et d'identification moléculaire permettant la caractérisation génétique d'un individu ou d'un échantillon d'individu à partir d'une courte séquence d'ADN (marqueur distinctif) choisie en fonction du groupe étudié. À la fin des années 2010, des séquenceurs d'ADN rapides, portables et bon marché apparaissent sur le marché permettant par exemple de travailler en pleine mer ou en pleine jungle où des millions d'espèces sont encore à identifier.
Cette technologie contribue aussi bien à classer des individus d'espèces inconnues qu'à distinguer de nouvelles espèces ou détecter l'origine et l'identité d'un échantillon. Paul Hebert, de l'Université de Guelph au Canada, inventeur du concept, a estimé qu'on l'on pourra un jour suivre l'évolution de la vie comme on suit aujourd'hui la météo. « La science de la biodiversité entre dans un âge d'or », selon Hebert, alors qu'il fallait des décennies, voire des siècles, pour identifier de nouvelles espèces et les positionner dans l'arbre de la vie. Il devient ainsi possible de détecter rapidement des milliers d'espèces « nouvelles » à partir d'un seul échantillon, dans des délais et avec des coûts toujours plus bas.
Le métabarcodage a été présenté comme pouvant aider à améliorer l'inventaire du vivant plus vite que les espèces ne disparaissent, palliant dans une certaine mesure à « l'obstacle taxonomique », c'est-à-dire le manque de taxonomistes pour identifier et classer les espèces et autres taxons vivant sur la planète. Il fait cependant l'objet de limitations importantes : l'exploitation des résultats du barcoding moléculaire repose nécessairement sur des bases de références construites à l'aide de spécimens identifiés par des taxonomistes compétents, des débats existent pour décider des marqueurs pertinents selon les organismes, le « barcoding gap » — distance génétique, seuil supposé discriminer les espèces — est une chimère dans de nombreux groupes, plusieurs espèces peuvent partager un même code-barres, plusieurs codes-barres peuvent exister au sein d'une espèce, etc.

## Utilisations
Par exemple, les biologistes peuvent ainsi :
- analyser un échantillon de poisson[3] prélevé dans un restaurant ou un marché pour savoir à quelle espèce il appartient,
- identifier de quelle espèce de plante proviennent certaines feuilles ou écorces ou encore le régime alimentaire d'un animal à partir de l'analyse du contenu de son estomac ou de ses selles,
- étudier les systèmes prédateurs-proies, éventuellement in situ, notamment pour les espèces du sol, nocturnes ou aquatiques plus difficiles à observer[2],
- mieux évaluer les effets du climat, de la pollution, de la fragmentation écologique et des changements d'affectation des sols sur la biodiversité[4],
- enrichir les collections d’histoire naturelle grâce à des données génétiques associées aux spécimens[5],
- identifier des espèces marines souvent inconnues ou difficiles à observer en collectant des échantillons lors de missions d’inventaire, telles que l’expédition Atimo Vatae à Madagascar[6],
- créer des bases de données génétiques permettant de comparer des échantillons provenant du monde entier, facilitant la classification et la documentation de la biodiversité à grande échelle[5].

## Le métabarcodage
Le métabarcodage désigne l'étude de tout un assemblage de populations (de bactéries par exemple) dans un échantillon environnemental (ex : échantillon de sol, sédiments, excréments…). Il est particulièrement approprié à l'étude de la faune du sol, généralement cryptique et très mal connue des naturalistes, malgré sa diversité et son importance fonctionnelle. Il permet également d'étudier les micro-organismes du microbiote intestinal (barcoding de l'ADN microbien), ou encore les larves de poissons coralliens autour d'un récif corallien.
C'est la technique actuellement la plus rapide d'évaluation environnementale de la biodiversité de systèmes écologiques riches en espèces inconnues ou difficiles à déterminer.
Elle permet aussi des comparaisons rapides entre sites à partir d'assemblages complexes d'espèces, sans avoir besoin de les connaître a priori.

## Gènes utilisés
Des gènes en nombre restreint sont utilisés comme marqueurs conventionnels pour référencer le code-barre moléculaire des organismes non microbiens.
Chez les animaux :
- gène mitochondrial CO1 (Cytochrome oxidase de type 1) : Il a l'avantage d'être présent en de nombreuses copies, facilitant le séquençage. De plus, il « présente un niveau de variabilité intéressant : les différences entre les séquences de ce gène chez différents individus, apparues par mutations au cours du temps, sont faibles entre les individus d’une même espèce et élevées entre des individus d’espèces différentes[9]. »

Chez les plantes :
- gène rbcL (grande sous-unité de la ribulose-1,5-bisphosphate carboxylase/oxygénase, ou Rubisco)
- gène MatK (Maturase K)

Chez les champignons :
- région ITS (Internal Transcribed Spacer Region)[10]

## Historique

### Dans le monde
L’introduction du barcoding de l’ADN au début des années 2000 a suscité des réactions mitigées au sein de la communauté scientifique, notamment parmi les taxonomistes morphologistes. Certains y ont vu une remise en cause de leur expertise, la méthode étant perçue comme une automatisation de l’identification des espèces. Cette évolution a entraîné une redéfinition des rôles dans la systématique, les biologistes moléculaires occupant une position croissante dans la production des savoirs.
Ces tensions ont été accentuées par les transformations des pratiques de terrain, notamment dans les protocoles de collecte et de conservation. Cependant, le barcoding tend aujourd’hui à être considéré comme un outil complémentaire aux approches morphologiques. Cette dynamique a favorisé l’émergence de la « systématique intégrative », combinant données génétiques et observations traditionnelles dans une logique de collaboration interdisciplinaire.
En 2003, Paul Hebert, zoologiste à l'Université de Guelph, suggère le concept de code-barre ADN, une espèce animale pouvant être distinguée en séquençant moins de 1000 bases d’ADN mitochondrial à partir d’un échantillon,. Avec d'autres passionnés, il construit une base de données de code-barres d'espèces connues.
En 2010, il crée à Guelph un consortium appelé iBOL (International Barcode of Life) et obtient 80 millions de dollars pour la 1re grande bibliothèque de référence de séquences d’identification (7,3 millions de codes à barres déjà réunis à la mi-2019, chaque espèce pouvant en avoir plus d’un).
À la mi-2019, l'Université de Guelph lance un effort mondial (180 millions de dollars) pour inventorier plus de 2 millions de nouvelles espèces (organismes multicellulaires) et de nombreux biologistes commencent à utiliser le barcoding. iBOL va (sur 7 ans) conduire un projet, « BIOSCAN », sur les espèces et leurs interactions écologiques dans 2500 sites, envisageant de collecter 15 millions d’enregistrements de codes à barres, dont 90 % devraient concerner des espèces encore non décrites.

### En France
Le métabarcodage est notamment développé en écologie alpine, depuis les années 2000 par le LECA (université de Grenoble),,.
Le barcoding a changé les pratiques de recherche en taxonomie et de mise en collections d'histoire naturelle dans les muséums comme celui de Paris.

## Séquenceurs d'ADN
Des modèles miniaturisés apparaissent, dont le « MinION », qui, en 2019 n’est pas plus grand qu’un téléphone portable et coûte moins de 1 000 dollars. Il identifie les bases de l'ADN et séquence des milliers de bases en une fois. Oxford Nanopore Technologies, son concepteur, a produit une version autonome utilisable en pleine jungle sans connexion internet, qui tient dans une valise. Pour 1 $ par spécimen, ils permettent la collecte, la préservation, l'extraction de l'ADN, le séquençage et l'analyse de suivi. Ce coût pourrait encore diminuer et passer à 0,02 dollar par spécimen.
Rudolf Meier, biologiste à l'Université nationale de Singapour, a abandonné les approches traditionnelles de barcoding pour se tourner vers ces séquenceurs d'ADN de taille réduite. Avec des étudiants de premier cycle et des bénévoles, Meier et son équipe avaient, en 2018, déjà compilé environ 200 000 codes-barres d’insectes, soit environ 10 000 espèces, dont plus de 70 % étaient inconnues de la science.
Les insectes collectés par un seul entomologiste dans un unique piège à filet du parc national de Kibale (Ouganda) ont ainsi révélé un très grand groupe de mouches Phoridae, difficiles à identifier visuellement. Le barcoding d’un tiers seulement du lot d’insectes (qui en totalisait 8700) a permis de détecter 650 espèces de Phoridae nouvelles pour la science, soit plus que tous les Phoridae alors connus dans toute l’Afrique tropicale. À l'université de Stockholm, Emily Hartop, spécialiste des diptères, a confirmé 90 % de ces cas.

## Collecte biologique d'ADN environnemental
Pour faciliter et rendre moins coûteux les inventaires de la biodiversité subaquatique, Stefano Mariani, écologue spécialiste des milieux marins à l'Université de Salford, a eu l'idée d'utiliser des organismes filtreurs, car pour se nourrir ils doivent filtrer l'eau ambiante. Ce faisant, ils concentrent une grande quantité de matériel génétique dispersé dans l'eau. Après quelques tests faisant qu'il n'a pas retenu les bivalves qui se ferment quand ils sont stressés, ou les crustacés qui choisissent leur nourriture, il a retenu les éponges comme échantillonneurs « haut débit ». Ainsi, parce qu'elles sont de puissants filtres (« une éponge de la taille d'un ballon de football peut filtrer presque une piscine en une journée »), et parce qu'à la différence de la plupart des autres animaux, elles ne font pas de discrimination dans la nourriture et les particules qu'elles absorbent, les éponges pourraient servir de capteurs d'ADN environnemental (forme abrégée « ADNe » en français).
Il a ainsi isolé, à partir d'éponges de l'Antarctique et de la Méditerranée, l'ADN de 31 types d'organismes métazoaires, dont des mammifères (par exemple le phoque de Weddell), des oiseaux (manchot à jugulaire par exemple) et des poissons (morue). Certes, les éponges ne vivent pas en haute mer ni dans la colonne d'eau, mais rien n'empêcherait de cultiver des éponges sur des bouées, des véhicules sous-marins téléopérés, des planeurs sous-marins ou autres véhicules subaquatiques pour des campagnes d'inventaire de la biodiversité dans divers milieux. Et de simples citoyens pourraient intégrer des campagnes de science participative et collecter de petits morceaux d'éponge pour une étude. Les éponges ont encore un petit défaut pour cet usage : elles filtrent l’eau à des vitesses variant selon l'espèce, l'âge, la température de l'eau, ce qui empêche de comparer des collections d’ADN environnemental venant d'éponges différentes. Paul Hebert imagine cependant que des techno-éponges biomimétiques pourraient un jour sillonner les mers (ou être fixées et filtrer l'eau que le courant leur amène) tout en collectant des données environnementales. À l'inverse, cette technique pourrait permettre de déterminer d'où provient une éponge, par exemple trouvée dans un chalut, en étudiant l'ADN environnemental qu'elle contient.

### Cours
- (fr) Cours du museum (MNHN), et contenu